# Friedrich Christoph Hoffmann
Friedrich Christoph Hoffmann (* 18. August 1708 in Neumark, Ostpreußen; † 16. Juni 1758 in Tapiau, Ostpreußen) war evangelischer Pfarrer und Großvater des Dichters E. T. A. Hoffmann.

## Leben
Friedrich Christoph Hoffmann stammte aus einer Pfarrersfamilie, die im 16. Jahrhundert nach Ostpreußen eingewandert war. Der Vater Peter (Petrus) Hoffmann (1676–1726) war lutherischer Pfarrer in Neumark und Carwinden im Kreis Preußisch Holland, die Mutter Anna Magdalena Koch (um 1685–1747) war eine Pfarrerstochter aus Stöberitz in der Mark Brandenburg.
Friedrich Christoph Hoffmann besuchte ab 1721 das Gymnasium Athenaeum Elbingense in Elbing und studierte ab dem 6. Oktober 1724 an der Albertus-Universität Königsberg wahrscheinlich evangelische Theologie.
Seit 1730 war er als Erzieher (Praeceptor) an der Knabenschule der Franckeschen Stiftungen bei Halle (Saale) angestellt, seit 1731 an der dortigen Lateinschule.
1733 wurde Friedrich Christoph Hoffmann zum evangelischen Pfarrer in der Schlosskirche in Königsberg (Preußen) ordiniert und erhielt die Pfarrstelle in Neumark und Carwinden, als Nachfolger seines Schwagers Andreas Ernst Pfeiffer.
1751 wurde er Diakon (Prediger) an der Stadtkirche in Tapiau und 1755 Pfarrer.
Von Friedrich Christoph Hoffmann ist ein Briefwechsel mit Gotthilf August Francke zwischen 1734 und 1740 erhalten, in dem es vor allem um von ihm hinterlassene Schulden aus seiner Zeit in Halle geht.  Darin berichtet er auch über das Gemeindeleben in Neumark und Carwinden.
Friedrich Christoph Hoffmann war mit Maria Elisabeth, einer Tochter des Burggrafen Tobias Christoph Voeteri (Vetter), verheiratet. Sie hatten mindestens sieben Kinder, darunter Christoph Ludwig Hoffmann. Dessen Sohn Ernst Theodor Wilhelm Hoffmann wurde ein bekannter Dichter und Komponist.